# Erik Kulavig
Erik Kulavig tidligere Erik Kulavig Jørgensen (født d. 24. juni 1953) er en dansk lektor emeritus i russisk og sovjetisk samtidshistorie ved Syddansk Universitet. Kulavig er uddannet can.mag. i russisk og dansk, og han blev senere lic.phil. Kulavig har været leder af koldkrigsforskningen; og han har undervist i faget Europa i Verden.
Erik Kulavig blev elevrådsaktiv i 1960'erne og var fra 1971 til 1972 formand for Landsorganisationen af Elever.

## Publikationer (udvalg)
(2020) Ansigt til ansigt med russerne fra middelalderen til nutiden. Pantheon. ISBN 9788790108861
(2020) sammen med Anne Mørk: Den lange kolde krig: Russiske og amerikanske fjendebilleder i 200 år. Meloni. ISBN 9788771501223
(2018) Kildehæfte til Rusland - fra tsar til Putin. Meloni. ISBN 9788771500943
(2017) Den russiske revolution 1917: Et folks tragiske kamp for frihed. Lindhardt & Ringhof. ISBN 9788702079050
(2016) Vi river himlen ned på jorden: Drøm og hverdag i revolutionens Rusland, 1917-1922. Lindhardt og Ringhof. ISBN 9788711903001
(2016) Rusland fra tsar til Putin: fra tsar til Putin. Meloni. ISBN 9788771500554
(2010) Den russiske revolution 1917. Et folks tragiske kamp for frihed. Lindhardt og Ringhof. ISBN 9788702079050
(2007) KGB : de russiske sikkerhedstjenester fra Ivan den Grusomme til Vladimir Putin. Lindhardt og Ringhof. ISBN 9788711300589
(2005) Det røde tyranni: Stalin, magten og folket 1879-1953. Lindhardt og Ringhof. ISBN 9788711513996
(2004) Stalins Hjemmefront: 1941-1945. Syddansk Universitetsforlag. ISBN 87-7838-854-6
(2002) Dissent in the years of Khrushchev : nine stories about disobedient Russians. Palgrave Macmillan. ISBN 0333990374 (engelsk)
(2000) sammen med Niels Erik Rosenfeldt & Bent Jensen: Mechanisms of Power in the Soviet Union. Macmillan (engelsk)
(1999) Tretten historier om ulydige russere: folkelig modstand mod regimet under Khrustjov 1953-1964. Odense Universitetsforlag. ISBN 87-7838-441-9
(1995) Russisk nationalisme 1986-1992. Odense Universitetsforlag. ISBN 9788778381064
(1991) Propaganda og hverdagsliv i Rusland 1924-36: studier i sovjetisk masseoffentlighed. Odense Universitetsforlag. ISBN 9788774928287